# Bertil Karlberg
Lars Bertil Karlberg, född 22 juli 1942 i Hallingebergs södra kyrkobokföringsdistrikt i Kalmar län, död 30 juli 2000 i Skarpnäcks församling i Stockholm, var en svensk politiker (socialdemokrat), arbetsmarknads-, utbildnings-, stadsbyggnads- och miljöborgarråd i Stockholm 1994–1998.
Karlberg invigde Strandkyrkogården 1996. Han är begravd på Skogskyrkogården i Stockholm.